# CXCL2
CXCL2, hemokin (C-X-C motiv) ligand 2, je mali citokin koji pripada CXC hemokin familiji. Os se takođe zove makrofagni inflamatorni protein 2-alfa (MIP2-alfa), rast-regulisani protein beta (Gro-beta) i Gro onkogen-2 (Gro-2). CXCL2 is 90% identičan u aminokiselinskoj sekvenci sa hemokinom, CXCL1. Ovaj hemokin izlučuju monociti i makrofage i on izaziva hemotaksu polimorfonuclearnih leukocita i hematopoetskih stem ćelija. Gen za CXCL2 je lociran na ljudskom hromozomu 4 u klasteru sa drugim CXC hemokinima. CXCL2 mobiliše ćelije putem interakcije sa hemokin receptorom na ćelijskoj površini koji se zove .